# Лятно тръшване (2012)
Лятно Тръшване 2012 (на английски: Summerslam 2012) е турнир на Световната федерация по кеч. Турнирът е pay-per-view и се провежда на 19 август 2012 г. на Стейпълс Център в Лос Анджелис, Калифорния.

## Мачове
| #        | Мачове                                                                       | вид на мача                                  | Време |
| -------- | ---------------------------------------------------------------------------- | -------------------------------------------- | ----- |
| Дарк Мач | Антонио Сезаро с Аксана победи Сантино Марела (c)                            | Сингъл мач за титлата на щатите              | 5:08  |
| 1        | Крис Джерико победи Долф Зиглър с Вики Гереро                                | Сингъл мач                                   | 13:05 |
| 2        | Даниел Брайън победи Кейн                                                    | Сингъл мач                                   | 8:02  |
| 3        | Миз (c) победи Рей Мистерио                                                  | Сингъл мач за интерконтиненталната титла     | 9:09  |
| 4        | Шеймъс (c) победи Алберто Дел Рио с Рикардо Родригез                         | Сингъл мач за титлата в тежката категория    | 11:22 |
| 5        | Кофи Кингстън и Ар Труф (c) победиха Дарън Йънг и Таитъс О'Ниил с Ей Дабъл Ю | Отборен мач за отборните титли               | 7:07  |
| 6        | Си Ем Пънк (c) победи Грамадата и Джон Сина                                  | Тройна заплаха мач за титлата на федерацията | 12:34 |
| 7        | Брок Леснар с Пол Хеймън победи Трите Хикса чрез предаване (Кимура)          | Сингъл мач                                   | 18:45 |